# Turó de la Guàrdia (el Pont de Suert)
El Turó de la Guàrdia és una muntanya de 1.582,4 metres d'altitud que es troba a la Serra de Sant Gervàs, al límit dels municipis de Tremp, a la comarca catalana del Pallars Jussà i el Pont de Suert, de l'Alta Ribagorça (antic terme de Viu de Llevata). De tota manera, la part del municipi de Tremp que arriba en aquest cim formava part del terme municipal d'Espluga de Serra, que pertanyia també a la comarca de l'Alta Ribagorça. El Turó de la Guàrdia és un dels cims més elevats de la part oriental de la Serra de Sant Gervàs, a la qual pertany.